# Oklahoma City Blue 2015-2016
La stagione 2015-16 degli Oklahoma City Blue fu la 15ª nella NBA D-League per la franchigia.
Gli Oklahoma City Blue arrivarono quarti nella Southwest Division con un record di 19-31, non qualificandosi per i play-off.

## Roster
| N° | Naz.                   | Ruolo | Sportivo           | Anno | Alt. | Peso |
| -- | ---------------------- | ----- | ------------------ | ---- | ---- | ---- |
| 1  | Mali (bandiera)        | GA    | Boubacar Moungoro  | 1994 | 198  | 86   |
| 2  | Stati Uniti (bandiera) | G     | Mustapha Farrakhan | 1988 | 193  | 82   |
| 2  | Stati Uniti (bandiera) | G     | Jannero Pargo      | 1979 | 185  | 84   |
| 4  | Croazia (bandiera)     | AC    | Tomislav Zubčić    | 1990 | 208  | 104  |
| 5  | Stati Uniti (bandiera) | G     | J.P. Tokoto        | 1993 | 198  | 91   |
| 7  | Nigeria (bandiera)     | AC    | Talib Zanna        | 1990 | 206  | 104  |
| 9  | Stati Uniti (bandiera) | G     | Aaron Harrison     | 1994 | 198  | 95   |
| 10 | Stati Uniti (bandiera) | G     | Marquis Teague     | 1993 | 188  | 86   |
| 11 | Stati Uniti (bandiera) | GA    | Dez Wells          | 1992 | 196  | 98   |
| 13 | Stati Uniti (bandiera) | A     | Dane Miller        | 1990 | 201  | 102  |
| 20 | Stati Uniti (bandiera) | A     | Mike Cobbins       | 1992 | 206  | 104  |
| 22 | Stati Uniti (bandiera) | G     | Cameron Payne      | 1994 | 191  | 84   |
| 23 | Stati Uniti (bandiera) | G     | Dwight Buycks      | 1989 | 191  | 86   |
| 25 | Stati Uniti (bandiera) | A     | James Carlton      | 1992 | 203  | 100  |
| 31 | Stati Uniti (bandiera) | A     | Kameron Woods      | 1993 | 206  | 91   |
| 32 | Stati Uniti (bandiera) | C     | Ian Chiles         | 1990 | 218  | 118  |
| 33 | Stati Uniti (bandiera) | A     | Mitch McGary       | 1992 | 208  | 116  |
| 34 | Stati Uniti (bandiera) | A     | Josh Huestis       | 1991 | 201  | 104  |
| 44 | Stati Uniti (bandiera) | C     | Dakari Johnson     | 1995 | 213  | 116  |

## Staff tecnico
- Allenatore: Mark Daigneault
- Vice-allenatori: David Akinyooye, Jarell Christian, Travon Bryant
- Preparatore atletico: Sebastien Poirier